# Unholy (finnische Band)
Unholy war eine finnische Black-Doom-Band aus Imatra, die im Jahr 1988 unter dem Namen Holy Hell gegründet wurde, sich 1994 auflöste, 1996 wieder zusammenfand und sich 2002 erneut auflöste. Im Jahr 2012 spielte die Band als Abschluss die letzten Konzerte.

## Geschichte
Die Band wurde im Jahr 1988 von dem Gitarristen Jarkko Toivonen und dem Sänger und Bassisten Pasi Äijö 1988 unter dem Namen Holy Hell gegründet. Es folgte ein erstes Demo namens Kill Jesus, ehe sich die Band kurz darauf in Unholy umbenannte. Unter dem neuen Namen schloss sich ein zweites Demo Procession of Black Doom im Jahr 1990 an. Hierauf war Ismo Toivonen als Gitarrist und Keyboarder zu hören. Noch im selben Jahr erschien zudem mit Demo 11.90 ein weiteres Demo. Das nächste Demo Trip to Depressive Autumn wurde im Jahr 1991 aufgenommen, worauf Jan Kuhanen als neuer Schlagzeuger zu hören war. Das Demo wurde zudem in Europa über Lethal Records und in den USA über Wild Rags Records vertrieben. Durch den Erfolg des Demos erreichte die Band einen Vertrag bei Lethal Records, worüber Anfang 1993 das Debütalbum From the Shadows erschien. In der Folgezeit kam es zu Streitigkeiten mit dem Label, woraufhin sich die Gruppe von diesem trennte und einen Vertrag bei Avantgarde Music unterzeichnete. Das zweite Album The Second Ring of Power wurde im Frühling 1994 in einem Studio in Imatra aufgenommen. Nachdem das Album veröffentlicht wurde, erlitt die Band einige Rückschläge und Auftritte mussten abgesagt werden. Daraufhin löste sich die Band im Dezember 1994 auf.
Im Sommer 1996 fanden drei Mitglieder der Band wieder zusammen, um die Band neu zu gründen, wobei Toivonen nun nicht mehr in der Band war. Ihren Vertrag bei Avantgarde Music erhielt die Band zurück. Die Gruppe begann im September 1996 die Arbeiten zum nächsten Album. Nachdem die Band im Frühling 1997 den Vertrag bei Avantgarde Music unterzeichnet hatte, begab sie sich im Juli 1997 ins Studio, um das Album Rapture aufzunehmen, das im Februar 1998 erschien. In der Folgezeit schrieb die Band bereits an neuen Liedern und hatte Ende Mai 1998 genügend Lieder für ein nächstes Album beisammen. Während dieser Zeit kam Veera Muhli als Keyboarderin und Sängerin zur Band, sodass die Band ein Quartett wurde. Mitte Juli 1998 begab sich die Band in das Astia Studio in Lappeenranta. Nachdem die Aufnahmen Anfang September abgemischt wurden, erschien das Album Gracefallen im März 1999. Bis dahin kam Jade Vanhala als Gitarrist zur Band. Durch den geringen Erfolg des Albums trennte sich die Gruppe von Avantgarde Music. Da die Band in den Folgejahren keinen Vertrag mehr erreichen konnte, löste sich die Band im März 2002 auf.
In den Folgejahren unterzeichnete die Band einen Vertrag bei Rusty Crowbar Records, worüber das erste Demo Kill Jesus unter dem Namen Holy Hell und das Demo Trip to Depressive als separate limitiere Tonträger veröffentlicht wurden. Die Demos Procession of Black Doom und Demo 11.90 wurden im Set veröffentlicht. Währenddessen verkaufte Avantgarde Music die Veröffentlichungsrechte an Peaceville Records, worüber die Alben wiederveröffentlicht wurden. From the Shadows und Gracefallen erschienen im April 2011 und Rapture ein paar Monate später. The Second Ring of Power wurde im Herbst 2011 als letztes wiederveröffentlicht. Gracefallen enthielt zudem ein bisher unveröffentlichtes Lied Gone, während Rapture mit Petrified Spirits und Covetous Glance zwei Live-Lieder aus dem Jahr 1999 enthielt. The Second Ring of Power enthielt als Bonus eine Live-Bootleg-DVD aus dem Jahr 1994. Anfang 2012 plante die Band wieder die ersten Auftritte für den Sommer des Jahres. Toivonen war mittlerweile wieder zurück in der Band. Nach ihrem letzten Auftritt auf dem Dark Bombastic Evening Festival, löste sich die Band im August 2012 auf.

## Stil
Laut metalfromfinland.com spielte die Band unter dem Namen Holy Hell eine Mischung aus Black- und Doom-Metal. Die Band sei eine der ersten finnischen Bands im Doom-Metal-Bereich gewesen. Laut dem Kerrang-Magazin soll Unholy auf der Bühne Alben der norwegischen Black-Metal-Bands Burzum und Mayhem verbrannt haben. In einem Interview mit doom-metal.com sprach sich Ismo Toivonen gegen die Black-Metal-Szene aus und bezeichnete die Texte als dumm.
From the Shadows sei „[d]üstere, zähflüssige und bösartige Musik […] in ansprechender Qualität [und mit] höchst eigenständige[m] Sound“, meinte Frank Albrecht im Rock Hard. Er präzisierte seine Aussage, indem er bemerkte: „Sicherlich, die Grundzutaten sind dieselben wie bei anderen Bands aus diesem Genre auch, aber die Ausführung ist eben anders. Da gibt es recht variablen Gesang, jede Menge schräge Melodieläufe, überraschende Akustik-Zwischenparts, allerlei soundtechnische Effekte und neun überlange und abwechslungsreiche Songs.“ Als Vergleich dienten ihm Cathedral und The Gathering. Albrechts Kollege Kai Wendel schrieb, Rapture „dürfte alle Schwarzheimer wahrscheinlich etwas enttäuschen, es sei denn, sie stehen auch auf Doom-Klänge“. Ihm sei „die Musik der Nordlichter ein wenig zu langweilig, da sich die Songs zu sehr über die Spielzeit schleppen, obwohl sie durchaus ihre Reize haben“. Man müsse Unholy „zugute halten, daß durch die vielen sehr atmosphärischen und monumentalen Parts eine depressive und finstere Grundstimmung rüberkommt, die nicht viel mit der für viele Genremittäter typischen Hippie-Attitüde gemeinsam hat. Wer also auf melancholischen Düster-Rock steht, der ohne vordergründige Kiffer-Einflüsse auskommt, sollte die Scheibe auf jeden Fall mal anchecken.“
Laut Robert Müller vom Metal Hammer spielte die Band auf From the Shadows progressiven Doom Metal mit Death-Metal-Einflüssen, „in etwa Cathedral mit komischen Breaks“. Müller stellte in seiner Rezension zu The Second Ring of Power fest: „Black Metal ist es vom Thema (wobei die Texte allerdings eine Katastrophe sind) und Gesang, das Tempo dagegen ist schleppend, unheilvoll vibrierend, was vehement unterstützt wird durch die faszinierenden Einflüsse aus halbtonalen Industrialsounds und schrägem Gruftrock à la Christian Death“. Laut Müller würden in Gracefallen „massive Mollriffs sich einem wie Packeis ums Herz legen“. Währenddessen „zünden die klagenden Frauengesänge und die sie umspielenden düsteren Gothic-Arrangements“.

## Diskografie
als Holy Hell
- 1989: Kill Jesus (Demo, Eigenveröffentlichung)

als Unholy
- 1990: The Procession of Black Doom (Demo, Eigenveröffentlichung)
- 1990: Demo 11.90 (Demo, Eigenveröffentlichung)
- 1991: Trip to Depressive Autumn (Demo, Eigenveröffentlichung)
- 1993: From the Shadows (Album, Lethal Records)
- 1994: The Second Ring of Power (Album, Avantgarde Music)
- 1998: Rapture (Album, Avantgarde Music)
- 1999: Gracefallen (Album, Avantgarde Music)